# Сан-Жуан-де-Деуш (Лиссабон)
Сан-Жуан-де-Деуш (порт. São João de Deus) — район (фрегезия) в Португалии, входит в округ Лиссабон. Является составной частью муниципалитета Лиссабон. Находится в составе крупной городской агломерации Большой Лиссабон. По старому административному делению входил в провинцию Эштремадура. Входит в экономико-статистический субрегион Большой Лиссабон, который входит в Лиссабонский регион. Население составляет 10 782 человека на 2001 год. Занимает площадь 0,90 км².
Покровителем района считается Иоанн Божий (порт. São João de Deus).